# Petição inicial
Petição inicial é a peça que instaura o processo jurídico no âmbito cível e identifica a demanda levada ao Juiz-Estado. Trata-se de ato processual solene que exige a menção aos elementos da ação: partes, pedido e causa de pedir.  
Nas formas de Estado em que o particular não pode realizar a autocomposição de seus conflitos por não deter o monopólio da força, o indivíduo precisará da intervenção do Estado nos conflitos que não se resolvam pela via negocial, como é o caso nas democracias,  
A petição inicial é a forma como o indivíduo retira o Poder Judiciário de sua inércia e o convoca para atuar no caso concreto, causando a substituição da vontade das partes pela vontade de um julgador imparcial e equidistante.
As seguintes expressões são sinônimos de petição inicial: peça vestibular, peça autoral, peça prefacial, peça pré-ambular, peça exordial, peça isagógica, peça introdutória, petitório inaugural, peça pórtica, peça de ingresso.

## O Direito de Agir
O Direito de ação deve ser exercido pelo próprio interessado, sendo que, no Direito Brasileiro, os relativamente incapazes serão assistidos e os totalmente incapazes serão representados. Apenas em casos excepcionalíssimos a lei permite a substituição processual, ou seja, a capacidade de terceiro pleitear em Juízo direito alheio.
O direito de agir, geral e abstrato, formaliza-se na invocação da tutela jurisdicional do Estado, por intermédio de uma petição endereçada ao juiz . Que será protocolada no fórum da comarca em que o será distribuído.

## A petição inicial no Processo Civil Brasileiro
O Código de Processo Civil brasileiro estabelece os critérios para que uma petição inicial seja considerada apta. Ela deverá indicar, além dos fatos e fundamentos jurídicos do pedido, o Juiz ou Tribunal a que se dirige o Autor; os nomes, prenomes, estado civil, profissão, domicílio e residência do autor e do réu; requerer a prestação jurisdicional, detalhando o pedido e declinar o valor da causa; e, por fim, deve requerer a citação do réu para que, não apresentando defesa, ocorram os efeitos da revelia.
O CPC, em seu art. 2o, afirma que "nenhum juiz prestará a tutela jurisdicional senão quando a parte a requerer nos casos as formas legais", tornando a petição inicial no único instrumento válido para a atuação estatal nos litígios instaurados nas relações interpessoais.

### Partes da petição inicial
Autor: requerente, justificante, suplicante, arrolante, exequente.
Réu: Com freqüência utilizam-se outra expressões para designar o Réu, tais como requerido, suplicado, executado, etc.

### Pedido
O pedido consiste naquilo que o autor pretende com a tutela reclamada.
Dependendo da natureza da tutela requerida, o pedido pode ser condenatório, declaratório ou acautelatório, conforme se requeria um bem da vida, uma declaração (constitutiva ou desconstitutiva) ou se o que se busca é garantir uma tutela jurisdicional futura, respectivamente.

### Causa de pedir: fatos e fundamentos jurídicos do pedido
Toda peça inaugural deve trazer os fatos e fundamentos jurídicos do pedido. Equivale à descrição dos fatos que geraram a incidência da norma jurídica ao caso concreto. 
Todo direito subjetivo nasce de um fato. O fato é aquilo que leva o autor a reclamar a prestação jurisdicional. 
Fundamento jurídico é a natureza do Direito que o autor reclama em juízo.
Ao postular a prestação jurisdicional, o autor indica o direito subjetivo que pretende exercitar contra o réu e aponta o fato de onde ele provém.
A causa de pedir deve ser decorrência lógica dos fatos e fundamentos anteriormente narrados.